# Siergiej Nikitin (siatkarz)
Siergiej Andriejewicz Nikitin (ros. Сергей Андреевич Никитин; ur. 6 kwietnia 1993 w Permie) – rosyjski siatkarz, grający na pozycji przyjmującego. Od sezonu 2020/2021 występuje w drużynie Ural Ufa.

## Sukcesy klubowe
Mistrzostwo Rosji:
- 2019[1][2]

## Sukcesy reprezentacyjne
Mistrzostwa Europy Kadetów:
- 2011

Igrzyska Europejskie:
- 2015

Letnia Uniwersjada:
- 2015
- 2017

Mistrzostwa Świata U-23:
- 2015